# 基希盖勒森
基希盖勒森是德国下萨克森州的一个市镇。总面积19.99平方公里，总人口2192人，其中男性1052人，女性1140人（2011年12月31日），人口密度110人/平方公里。